# Rómulo Gallegos Freire

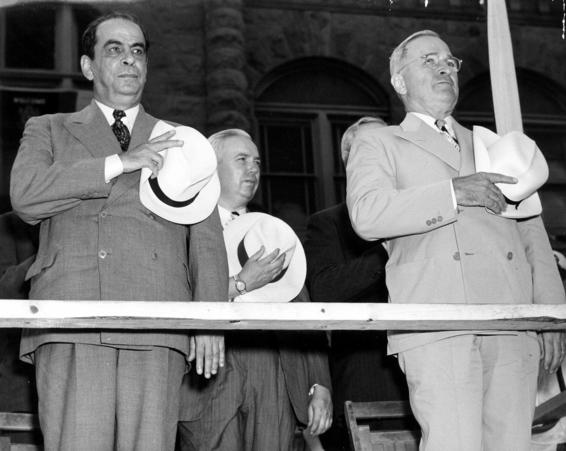
Gallegos (esquerra) amb Harry S. Truman

Rómulo Gallegos Freire (Caracas, 2 d'agost de 1884 - ibidem, 4 d'abril de 1969) era un escriptor i polític veneçolà. Fou president de Veneçuela entre febrer i novembre del 1948, quan va ser destituït per cop militar. La seva novel·la Doña Bárbara és un dels grans clàssics de la literatura hispanoamericana.

## Biografia
De família humil, Rómulo era fill de Rómulo Gallegos Ríos Osío i de Rita Freire Guruceaga. Començà per estudiar Dret a l'Universidad Central de Venezuela, però no acabà
El 1909 fundà la revista La Alborada, on es publicaven assajos literaris i polítics. El 1912 es casà amb Teotiste Arocha Egui i fou professor entre el 1912 i el 1930 En començar 1932, s'instal·la a Barcelona (carrer de Muntaner 193) per a publicar Canaima amb l'Editorial Araluce, que ja li havia publicat el 1929 el seu gran èxit Doña Bárbara. Hi viurà fins 1934, que marxa a Madrid; finalment, Araluce publicarà Cantaclaro, que acaba a Barcelona, mentre que Canaima serà finalitzada a Madrid, on treballa en la fàbrica de maquinària National. En 1935, Araluce publicarà també la primera edició d'aquesta novel·la.
Amb la mort del Vivente Gómez, regressà a Veneçuela per a ocupar el lloc de Ministre d'Educació del govern d'Eleazar López Contreras, va intentar reformar el sistema educatiu, però va dimitir en veure que no li deixaven.
El juliol del 1941 participa en la formació del partit polític Acción Democrática amb el qual es presentà com a candidat per president i perd, sortint com a president Isaías Medina Angarita. El 1945, participà en el Cop d'estat a Veneçuela de 1945 que instaurà com a president provisional a Rómulo Betancourt. Va guanyar les eleccions del 1947, prenent possessió el 15 de febrer del 1948. Va acabar amb el seu mandat el 24 de novembre del 1948 el cop militar encapçalat per Carlos Delgado Chalbaud, que instauraria la dictadura de Marcos Pérez Jiménez. S'exilià a Cuba i Mèxic fins que el 1958 retorna al seu país natal
El 1965, fou instituït el Premio Internacional de Novela Rómulo Gallegos, per a incentivar la creació literària de llengua castellana. El 1972, es creà el Centro de Estudios Latinoamericanos Rómulo Gallegos (CELARG) a Caracas. El seu nom també es va triar per a una universitat de San Juan de Los Morros, Guárico.

## Obres
- 1913 Los aventureros
- 1920 El último Solar
- 1922 La rebelión
- 1922 Los inmigrantes
- 1925 La trepadora
- 1929 Doña Bárbara
- 1930 Reinaldo Solar
- 1934 Cantaclaro
- 1935  Canaima
- 1937 Pobre negro
- 1942 El forastero
- 1943 Sobre la misma tierra
- 1946 La rebelión y otros cuentos
- 1949 Cuentos venezolanos
- 1952 La brizna de paja en el viento
- 1957 La doncella
- 1957 La doncella y el último patriota